# 尼古拉斯·多明格斯
尼古拉斯·馬丁·多明格斯（西班牙語：Nicolás Martín Domínguez，發音：[nikoˈlas ðoˈmiŋɡes]；1998年6月28日—），是一名阿根廷足球運動員，司職中場。现效力于英超俱樂部诺丁汉森林，阿根廷國家足球隊成員。

## 球會生涯

### 波隆那
2019年8月30日，多明格斯与意大利俱乐部波隆那签订了合約，并在2019年剩余时间里被租借回沙士菲。
2020年12月16日，多明格斯在球隊客場2-2對上斯佩齊亞平局的比賽中踢進在義甲首次進球。

## 國家隊生涯
2019年9月5日，多明格斯在阿根廷國家足球隊首次亮相，這一場友誼賽對上智利以0-0平手。
2021年6月，多明格斯入選了阿根廷參加2021年美洲國家盃的大名單。 7月10日，他隨隊獲得美洲盃冠軍。

## 生涯統計

### 國家隊進球
最後更新：2019年10月13日
| #  | 日期       | 比賽場地                                     | 對手 | 比分 | 賽果 | 賽事   |
| -- | ---------- | -------------------------------------------- | ---- | ---- | ---- | ------ |
| 1. | 2019.10.13 | 西班牙, 埃爾切, 曼努埃尔·马丁内斯·巴莱罗球场 |      | 5-1  | 6-1  | 友誼賽 |

## 榮譽

### 國家隊
阿根廷
- 南美超級經典盃：2019年[5]
- 美洲國家盃冠軍：2021年[4]

### 個人
- 阿根廷足球甲级联赛最佳中場：2019年

## 外部連結
- {{Soccerway}} template missing ID and not present in Wikidata.